# كريستيان بيريز (لاعب كرة قدم)
كريستيان بيريز (13 مايو 1963 في فرنسا - ) (بالفرنسية: Christian Perez)‏ هو لاعب كرة قدم فرنسي في مركز الهجوم، شارك في بطولة أمم أوروبا 1992. وشارك مع منتخب فرنسا لكرة القدم. أما مع النوادي، فقد لعب مع باريس سان جيرمان وشانغهاي غرينلاند شينهوا ونادي ليل ونادي موناكو ونادي مونبلييه ونيم أولمبيك.

## وصلات خارجية
- كريستيان بيريز على موقع قاعدة بيانات كرة القدم.إي يو (الإنجليزية)
- كريستيان بيريز على موقع ليكيب (الفرنسية)
- كريستيان بيريز على موقع ناشيونال فوتبول تيمز (الإنجليزية)
- كريستيان بيريز على موقع Soccerway.com (الإنجليزية)